# Joseph Joachim
Joseph Joachim (Kittsee, 28 de junio de 1831-Berlín, 15 de agosto de 1907) fue un director de orquesta, violinista, compositor y profesor húngaro. Está considerado como uno de los violinistas más influyentes de todos los tiempos. 
Su nieta fue la soprano francesa Irène Joachim.

## Biografía
Joseph Joachim nació en Kittsee (Kopčaño / Köpcsény), cerca de Bratislava y Eisenstadt, actualmente en el estado austríaco de Burgenland, de Julius y Fanny Joachim, que eran judíos húngaros, siendo el séptimo de ocho hijos.
El año 1833 su familia se trasladó a Pest, donde estudió violín con Stanislaus Serwaczynski, concertino de la ópera de Pest (Serwaczynski se trasladó después a Lublin, Polonia, donde fue profesor de Wieniawski). En 1839, Joachim prosiguió sus estudios en Viena (durante un tiempo con Miska Hauser y Georg Hellmesberger (padre); finalmente —y de manera significativa— con Joseph Böhm). Bajo la protección de su prima, Fanny Wittgenstein (abuela del filósofo Ludwig Wittgenstein) fue a vivir y a estudiar a Leipzig, donde se convirtió en protegido de Felix Mendelssohn. En su primera actuación pública con la Orquesta de la Gewandhaus de Leipzig tocó el concierto de Heinrich Wilhelm Ernst. La interpretación del Concierto para violín de Beethoven en Londres, en 1844, cuando sólo tenía 12 años, y bajo la dirección de Mendelssohn, supuso un gran éxito y ayudó a situar esta obra en el repertorio. A pesar de que su segunda gira de conciertos resultó menos exitosa, Joachim se convirtió en un ídolo en Inglaterra.
Después de la muerte de Mendelssohn, Joachim permaneció algún tiempo en Leipzig, enseñando en el Conservatorio y tocando en el primer atril de la Orquesta del Gewandhaus con Ferdinand David. En 1848, Franz Liszt estableció su residencia en Weimar, determinado a restablecer la reputación de la ciudad como la Atenas de Alemania. Reunió un círculo de jóvenes vanguardistas, opuestos al conservador círculo de Leipzig. Joachim participó en el proyecto. Sirvió a Listz como concertino, y durante unos años abrazó de forma entusiasta la nueva música psicológica, como él la denominaba. En 1852 se trasladó a Hanover, mientras que, a la vez, se separaba de los ideales musicales de la Nueva Escuela Alemana (Liszt, Wagner, Berlioz y sus seguidores, como les definió el periodista Franz Brendel) haciendo causa común con Robert Schumann, Clara Schumann y Johannes Brahms. Su ruptura con Liszt se confirmó en agosto de 1857, cuando Joachim escribió a su mentor: "No simpatizo en absoluto con vuestra música; contradice todo aquello que desde mi tierna juventud constituyó mi alimento intelectual procedente del espíritu de nuestros grandes maestros."
La estancia de Joachim en Hanover fue la más prolífica en cuanto a la composición. Durante este periodo a menudo tocaba con Clara Schumann y con Brahms, tanto en privado como en público. En 1860, Brahms y Joachim escribieron juntos un manifiesto contra la música progresista de la Nueva Escuela Alemana, en reacción al polémico Neue Zeitschrift für Musik. El manifiesto se considera generalmente como un error de los autores, y fue acogido con ridículo y hostilidad.
El 10 de mayo de 1863 Joachim se casó con Amalie Weiss. En 1865 abandonó su puesto al servicio del Rey de Hanover en protesta, cuando este se negó a promocionar a uno de los miembros de la orquesta debido a su origen judío. En 1866 se trasladó en Berlín, donde fue director fundador de la Real Academia de Música. También fundó una orquesta y, en 1869, el Cuarteto de Cuerda Joachim, que rápidamente consiguió la reputación de ser el mejor de Europa.
En 1884, Joachim y su mujer se separaron, porque aquel estaba convencido de que ella había tenido una relación amorosa con Fritz Simrock, editor de Brahms. Brahms, convencido de que las sospechas de Joachim no tenían base, escribió una carta de apoyo a Amalie, que ella más tarde utilizaría como prueba a su favor en el proceso de divorcio comenzado por Joachim. Esto causó un enfriamiento de la amistad entre Brahms y Joachim, que no se restauró hasta unos años después, cuando Brahms compuso el Doble concierto en la menor para violín y violonchelo, Op. 102, como una ofrenda de paz a su viejo amigo.
El 17 de agosto de 1903, en Berlín, grabó un disco de dos caras para la compañía Gramophone (G&T), que permanece como una fascinante y valiosa fuente de información sobre el estilo de interpretación violinística del siglo XIX. Fue el primer violinista, que se sepa, que hizo una grabación fonográfica. Joachim permaneció en Berlín hasta su muerte, por actinomicosis, en 1907.

## Influencia
Entre los hitos más notables que consiguió Joachim destaca la recuperación para el repertorio de las Sonatas y partitas para violín solo, BWV 1001-1006 de Johann Sebastian Bach, y especialmente el Concierto para violín en re mayor, Op. 61 de Ludwig van Beethoven. Fue de los primeros en interpretar el Concierto para violín n.º 2 de Mendelssohn, que estudió con el mismo compositor. Jugó un papel muy destacado en la carrera de Johannes Brahms, siendo un incansable defensor de sus obras a pesar de las vicisitudes de su amistad. Dirigió el estreno inglés de la Sinfonía n.º 1 en do menor de Brahms.
Un cierto número de colegas contemporáneos, como por ejemplo Robert Schumann, Johannes Brahms, Max Bruch y Antonín Dvořák, compusieron conciertos para violín pensando en él, muchos de los cuales han pasado a formar parte del repertorio estándar. No obstante, el repertorio de solista de Joachim permaneció relativamente reducido. A pesar de su gran amistad con Brahms, solo interpretó su Concierto para violín en re mayor, Op. 77 seis veces en toda su vida. Nunca interpretó el Concierto para violín en re menor, que Robert Schumann había escrito especialmente para él, o el Concierto para violín en la menor, Op. 53 de Antonin Dvořák. La obra más extraña que le fue dedicada fue la Sonata F-A-E, una colaboración entre Schumann, Brahms y Albert Dietrich, basada en las iniciales del lema de Joachim, frei aber einsam (libre pero solo). A pesar de que esta sonata se interpreta poco de manera completa, su tercer movimiento, el Scherzo en do menor, compuesto por Brahms, se interpreta a menudo.
Las obras del mismo Joachim no son tan bien conocidas. Tuvo reputación de ser un compositor de un corto pero distinguido catálogo de obras. Entre las mismas hay un cierto número para violín (incluyendo tres conciertos) y oberturas para Hamlet y Enrique IV de Shakespeare. También compuso cadencias para conciertos de otros compositores, incluyendo las de Beethoven y Brahms. Su obra más conocida es su Concierto Húngaro, núm. 2, en re menor, Op 11.
El poeta británico, Robert Bridges, escribió un soneto sobre Joachim en su volumen de poesía The Growth of Love.

## Instrumentos de Joachim
- De niño, Joachim tocó un Guarneri del Gesù, que regaló a Felix Schumann después de adquirir su primer Stradivarius.
- En los años de Hannover tocaba un Guadagnini hecho el año 1767. Después adquirió un Stradivarius de 1714, que tocó hasta el año 1885.
- Cambió este instrumento por otro Stradivarius de 1713, que después sería adquirido por Robert von Mendelssohn y dejado en usufructo a un estudiante suyo, Karl Klingler.
- Otro Stradivarius de Joachim, de 1689, se encuentra actualmente en la Real Academia de Música.
- Un violín, el Stradivarius ex-Joachim de 1715, se encuentra actualmente a la Collezione Civica del Comune di Cremona. Fue regalado a Joachim con ocasión de su jubileo, en 1889.
- Otro Stradivarius de 1715, el Joachim-Aranyi.
- Otro Stradivarius de 1715, después propiedad de George Eastman.
- Un Stradivarius de 1722, después propiedad de Burmester, Mischa Elman y Josef Suk.
- Otro Stradivarius de 1722, que también estuvo en posesión de la familia Mendelssohn.
- Un Stradivarius de 1723.
- Un Stradivarius de 1725, después en posesión de Norbert Brainin. Actualmente tocado por Rainer Küchl.
- La ex-Joachim viola de Joseph Vieland, de Gasparo da Salo, Brescia, de antes de 1609.
- De acuerdo con el Henley Atlas of Violen Makers, durante los tiempos que pasó en Francia, Joachim tocó un violín hecho por el lutier francés Charles Jean Baptiste Collin-Mezin.
- Un violín de Francesco Ruggeri con la etiqueta Nicolaus Amati.
- Joachim también tocó un Guarneri del Gesu, préstamo de la familia Wittgenstein, quizás un Guarneri del Gesu de ¿1737?.
- Un Guadagnini de 1767.
- Un Guadagnini de 1775.
- Un violín de Carlo Testore.
- Un Violín Alfred Stelzner N.º 158.
- Entre los arcos utilizados por Joachim destaca un Tourte, previamente propiedad de Ernst.

## Composiciones
- Op. 1 Andantino i Allegro scherzoso para violín y piano (1848, dedicado a Joseph Böhm)
- Op. 2 Tres piezas (entre 1848 y 1852), Romance, Fantasiestück, Eine Frühlingsfantasie.
- Op. 3 Concierto para violín en un movimiento (sol menor, dedicado a Franz Liszt) (1851)
- Op. 4 "Hamlet" Obertura (1853)
- Op. 5 Tres piezas para violín y piano: Lindenrauschen, Abendglocken, Ballade; (dedicadas a Gisela von Arnim)
- Op. 6 "Demetrius" Obertura (Herman Grimm, dedicada a Franz Liszt)
- Op. 7 "Enrique IV" Obertura' (1854)
- Op. 8 Obertura a una comedia de Gozzi' (1854)
- Op. 9 Melodías hebreas para viola y piano
- Op. 10 Variaciones para viola y piano (h. 1860)
- Op. 11 Concierto para violín núm. 2, en re menor "al estilo húngaro" (1861)
- Op. 12 Nocturno para violín y orquesta en la major (1858)
- Concierto para violín núm. 3, en sol major (1875)
- Op. 13 Obertura elegíaca "In Memoriam Heinrich von Kleist" (h. 1877)
- Escenas de "Demetrius", de Schiller (1878)
- Obertura en do mayor (1896)
- Dos marchas para orquesta
- Andantino en la menor para violín y orquesta (también para violín y piano)
- Romance en si bemoll mayor para violín y piano
- Romance en do mayor para violín y piano
- Variaciones para violín y orquesta en mi menor

También compuso cadencias para algunos de los conciertos para violín más conocidos, e hizo una transcripción virtuosística para violín y piano de las Danzas húngaras de Brahms. Además, en 1855 hizo una versión para gran orquesta del Gran dúo en do mayor para dos pianos, (D. 812), de Schubert, que muchos eruditos de la época consideraron, quizás incorrectamente, un esbozo a piano de una sinfonía perdida. Editó numerosas obras musicales, muchas en colaboración con Andreas Moser.

## Grabaciones
Grabaciones de Joseph Joachim (1903)
- Bach: Partita para violín solo n.º 1 en si menor, BWV 1002. 7th mov. Tempo di Bourée: Joseph Joachim (violín). Pearl #: 9851; Testimonio #: 749677132323.
- Brahms: Danzas húngaras (21) para piano a cuatro manos, WoO 1: n.º 1 en sol menor (arr. Joachim), Joseph Joachim (violín). Opal Recordings (también en testimonio (749677132323)).
- Brahms: Danza húngara n.º 2 en re menor (arr. Joachim), Joseph Joachim (violín). Grammophon # 047905; HMV, D88.
- J. Joachim: Romance en do mayor, Joseph Joachim (violín). Pearl, Catalog: 9851

Grabaciones de composiciones de Joachim
- Concierto para violín n.º 2, en re menor, Op. 11 "al estilo húngaro": Rachel Barton Pine (violín), Carlos Kalmar (director), Orquesta Sinfónica de Chicago. Cedille Records: CDR 90000 068
- Concierto para violín n.º 2, en re menor, Op. 11 "al estilo húngaro": Elmar Oliviera (violín), Leon Botstein (director), Orquesta Filarmónica de Londres. IMP
- Concierto para violín n.º 2, en re menor, Op. 11 "al estilo húngaro": Aaron Rosand (violín), Louis de Froment (director), Orquesta Sinfónica de la Radio y Televisión de Luxemburgo. Vox Catalog #: 5102
- Concierto para violín n.º 3: Takako Nishizaki (violín), Meir Minsky (director ), Orquesta Sinfónica de la Radio de Stuttgart. Naxos #: 8554733
- Obertura Hamlet, Op. 4: Meir Minsky (director), Orquesta Sinfónica de la Radio de Stuttgart. Naxos #: 8554733
- Elegische Ouvertüre, Op. 13: Meir Minsky (director), Orquesta Sinfónica de la Radio de Stuttgart. Naxos #: 8554733
- Andantino i Allegro scherzoso, Op. 1. Andantino: Marat Bisengaliev (violín), John Lenehan (piano). Naxos #: 553026
- Romance en si mayor: Marat Bisengaliev (violín), John Lenehan (piano). Naxos #: 553026
- Melodías hebreas, Op. 9: Anna Barbara Dütschler (viola), Marc Pantillon (piano). Claves #: 9905
- Enrique IV Obertura, Op. 7: (2 pianos, arr. Johannes Brahms), Duo Egri-Pertis. Hungaroton #: 32003
- Variaciones para viola y piano, Op. 10: (Numerosas grabaciones)
- Variationes para violín y orquesta en mi menor: Vilmos Szabadi (violín), László Kovács (director), Orquesta Sinfónica del Norte de Hungría. Hungaroton #: 32185